# Batarö
Il batarö (pronuncia: [batɐˈɾø] o [batɐˈɾo]) è un prodotto alimentare tipico della provincia italiana di Piacenza.
Si tratta di una sorta di focaccina o panino schiacciato, la cui etimologia viene ricondotta al verbo batt, cioè battere in dialetto piacentino, quindi pane battuto. È realizzato con farina, acqua, sale, lievito e, in alcune varietà, latte e farina di mais. Talvolta venivano aggiunti zucchero e miele. Il composto viene lavorato e poi steso fino a creare una sottile forma ovale da mettere in forno per una cottura veloce. Tradizionalmente si utilizzava la stufa per far cuocere l'impasto o anche il forno a legna, oggi si utilizzano i forni elettrici capaci di alte temperature.
Il batarö viene farcito con i prodotti locali: pancetta piacentina, coppa piacentina e formaggi della zona, tuttavia esistono numerose varianti con diversi salumi, formaggi e ingredienti di stagione. Le varianti dolci con farcitura di marmellata o crema alle nocciole sono un fenomeno moderno.

## Diffusione
Fino al Secondo dopoguerra il batarö era preparato in buona parte del Piacentino, tuttavia sembra essere la Val Tidone il suo territorio d'origine e quello in cui la sua tradizione si è conservata grazie anche all'apporto dei ristoratori locali. Il prodotto è stato tutelato con la De.co dal preesistente Comune di Nibbiano, divenuto Comune di Alta Val Tidone dal 1º gennaio 2018. La frazione Sala Mandelli è sede storica della sagra per la sua promozione.
A partire dagli anni 2010 la focaccina è commercializzata anche in alcuni esercizi commerciali di Piacenza e Genova .